# Südostdeutscher Fußball-Verband
Der Südostdeutsche Fußball-Verband (SOFV) war ein regionaler Fußballverband für die Niederlausitz, Schlesien in damaliger Gestalt mit seinem Anteil an der Oberlausitz und für den Regierungsbezirk Posen. Im SOFV waren 431 Fußballvereine mit 59.353 Mitgliedern organisiert (Stand: 31. Dezember 1931).

## Gründung

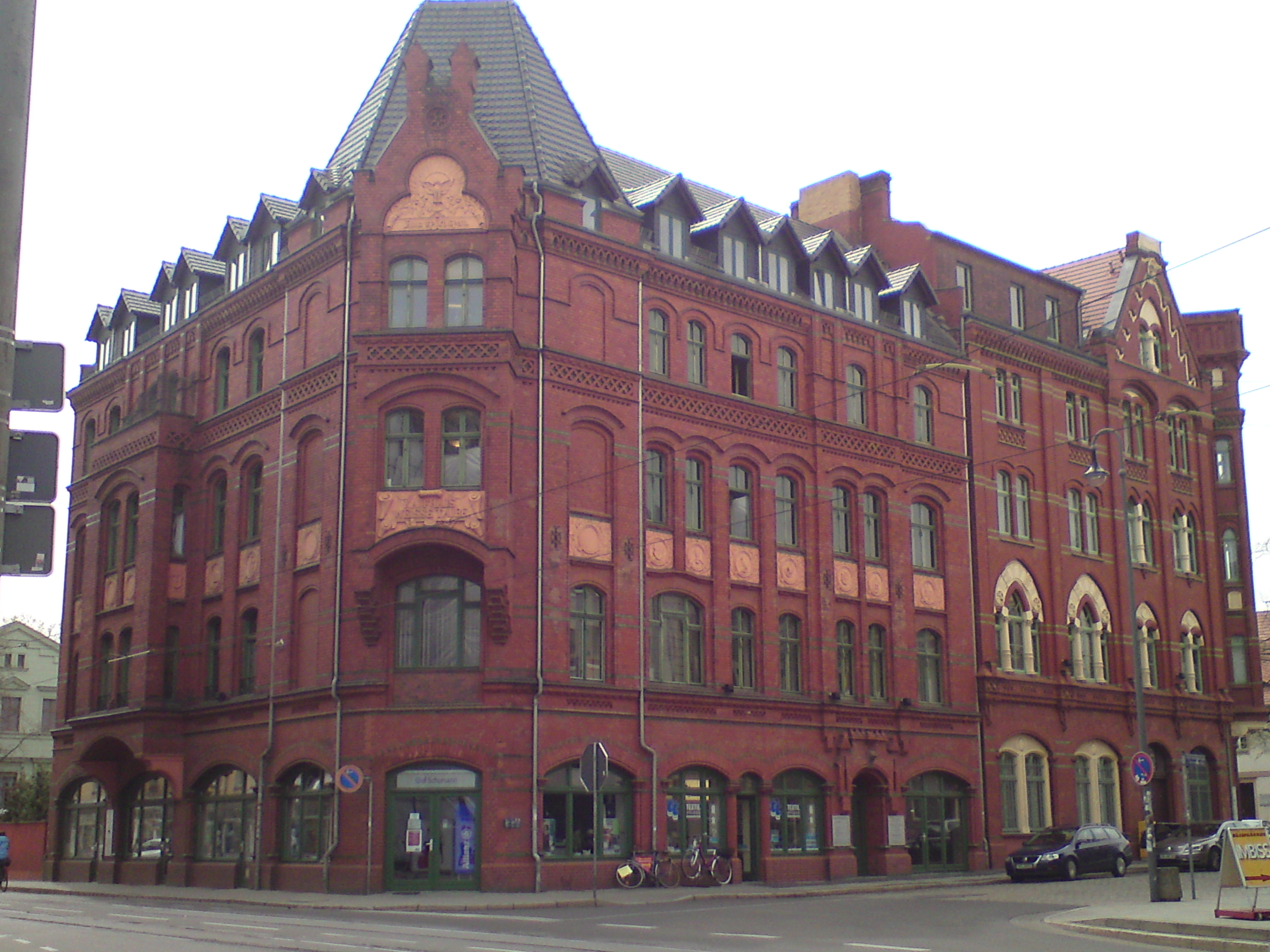
Hotel und Restaurant „Weiße Taube“ in Cottbus

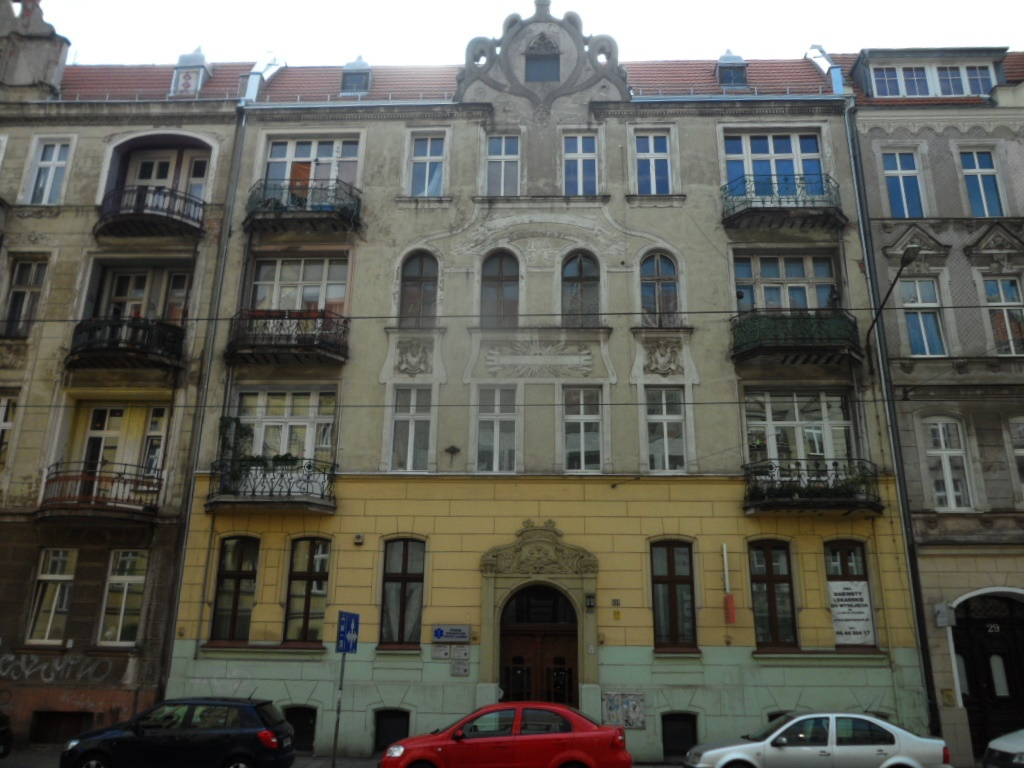
Ehem. Geschäftsstelle des Südostdeutschen Fußballverbandes in Breslau.

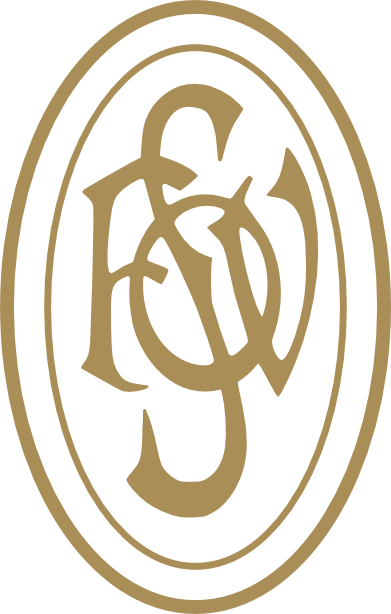
Altes Logo des SOFV

Auf die gemeinsame Initiative des Verbandes Niederlausitzer Ballspiel-Vereine und des Verbandes Breslauer Ballspiel-Vereine wurde der SOFV am 18. März 1906 in Cottbus mit Sitz in Breslau gegründet. Anfang März 1906 erschien der folgende Aufruf in den zeitgenössischen Sportzeitungen:

„Aufruf an sämtliche Vereine, welche innerhalb der Niederlausitz, der Provinz Schlesien und im Regierungsbezirk Posen ansässig sind, Die unterzeichnenden Verbände laden hiermit sämtliche in den obengenannten Bezirken ansässige Vereine zu dem am 18. März 1906 vorm. 9 Uhr in Cottbus, Hotel zur weißen Taube stattfindenden I. Verbandstage des Süd-Ostdeutschen Fußball-Verbandes.
Tages-Ordnung: Gründung des S.O.F.V. unter Zugrundelegung der von den beiden unterzeichnenden Verbänden ausgearbeiteten Satzungentwurfes.
Jeder Verein hat für je 50 angefangene Mitglieder eine Stimme. Die Mitgliederliste ist einzureichen.
Satzungsentwürfe können vom Unterzeichneten bezogen werden und ist derselbe zu jeder weiteren Auskunft bereit.

Verband Breslauer B.V. Verband Niederlausitzer B.V.

I.A. Oscar Seimiger, Cottbus, Burgstr. 47“

Die Gründung des Verbandes wurde auf dem I. Verbandstag einstimmig beschlossen. In den Vorstand gewählt wurden als 1. Vorsitzender Herr F.A. Wegener (Breslau), als 2. Vorsitzender F.H. Schubert (Cottbus), als Schriftführer Herr O. Lehniger (Cottbus) und als Kassierer F.C. Kunert (Breslau). Weiterhin wurde bestimmt, dass sich alle im Verbandsgebiet befindlichen Vereine bis zum 1. Juni 1906 dem SOFV anschließen müssen, oder andernfalls disqualifiziert werden. Außerdem wurde festgelegt das der Sieger aus dem Vorrundenspiel um die deutsche Meisterschaft zwischen den Meistern des Verbandes Niederlausitzer Ballspiel-Vereine und des Verbandes Breslauer Ballspiel-Vereine den Titel Südostdeutscher Meister noch nicht führen darf. Der Kostenvoranschlag für das erste Geschäftsjahr wurde in Einnahmen und Ausgaben auf 350 Mark beziffert. Auf dem Bundestag des Deutschen Fußball-Bundes 1906 in Leipzig sollte der Verband zwei Vertreter entsenden, jeweils einen aus Breslau und Cottbus. Der Südostdeutsche Fußball-Verband hatte auf dem Bundestag insgesamt elf Stimmen. Vertreter im Bundesausschuss des DFB wurde O. Lehniger, der Südosten erhielt in diesem Gremium zwei Stimmen.
Am 12. August 1906 beschloss der Verband Niederlausitzer Ballspiel-Vereine seinen Namen fallen zu lassen und als Bezirk Niederlausitz im SOFV aufzugehen. Am 26. August 1906 folgte der Verband Breslauer Ballspiel-Vereine und hieß fortan Bezirk Breslau im SOFV. Ende August oder Anfang September trat auch der Kattowitzer Ballspiel-Verband mit seinen drei Vereinen dem SOFV bei und bildete mit dem im Juni beigetretenen FC 1903 Ratibor den Bezirk Oberschlesien. Der Bezirk selbst wurde als solcher aber erst im Januar 1907 durch den SOFV anerkannt. Im September 1906 wurde ebenfalls beschlossen, mit Niederschlesien und Posen zwei weitere Bezirke zu bilden. Der Bezirk Niederschlesien gründete sich auf seiner konstituierenden Sitzung am 4. November des Jahres und nahm unmittelbar danach seinen Punktspielbetrieb auf. Ihm gehörten anfangs die Clubs ATV Liegnitz, FC Blitz Liegnitz, FC Viktoria Liegnitz, SC Germania Vereinigung 1905 Liegnitz und FC 1904 Freiburg an. In Posen gab es vermutlich nur die beiden im Sommer 1906 dem Südostdeutschen Fußball-Verband beigetretenen Clubs DSV Posen und 1. FC Britannia Posen. Ein Spielbetrieb in der Bezirksklasse Posen ist erst ab der Saison 1908/09 überliefert.
Die erste Endrunde um die südostdeutsche Meisterschaft fand im März 1907 statt. Den ersten südostdeutschen Meistertitel errang der SC Schlesien 1901 Breslau. 1910 wurde mit dem Bezirk Oberlausitz der sechste Bezirk im SOFV gebildet. Zentrum des Bezirks waren die Städte Görlitz und Sagan. Nach dem Ersten Weltkrieg wurde Posen polnisch, demzufolge hörte auch der Bezirk Posen innerhalb des SOFV auf zu existieren. 1925 bildete der Südostdeutsche Fußball-Verband den neuen Bezirk Bergland, welcher Vereine aus dem Waldenburger Bergland enthielt, die vorher überwiegend in der Bezirksklasse Niederschlesien gespielt hatten.

## Auflösung des SOFV

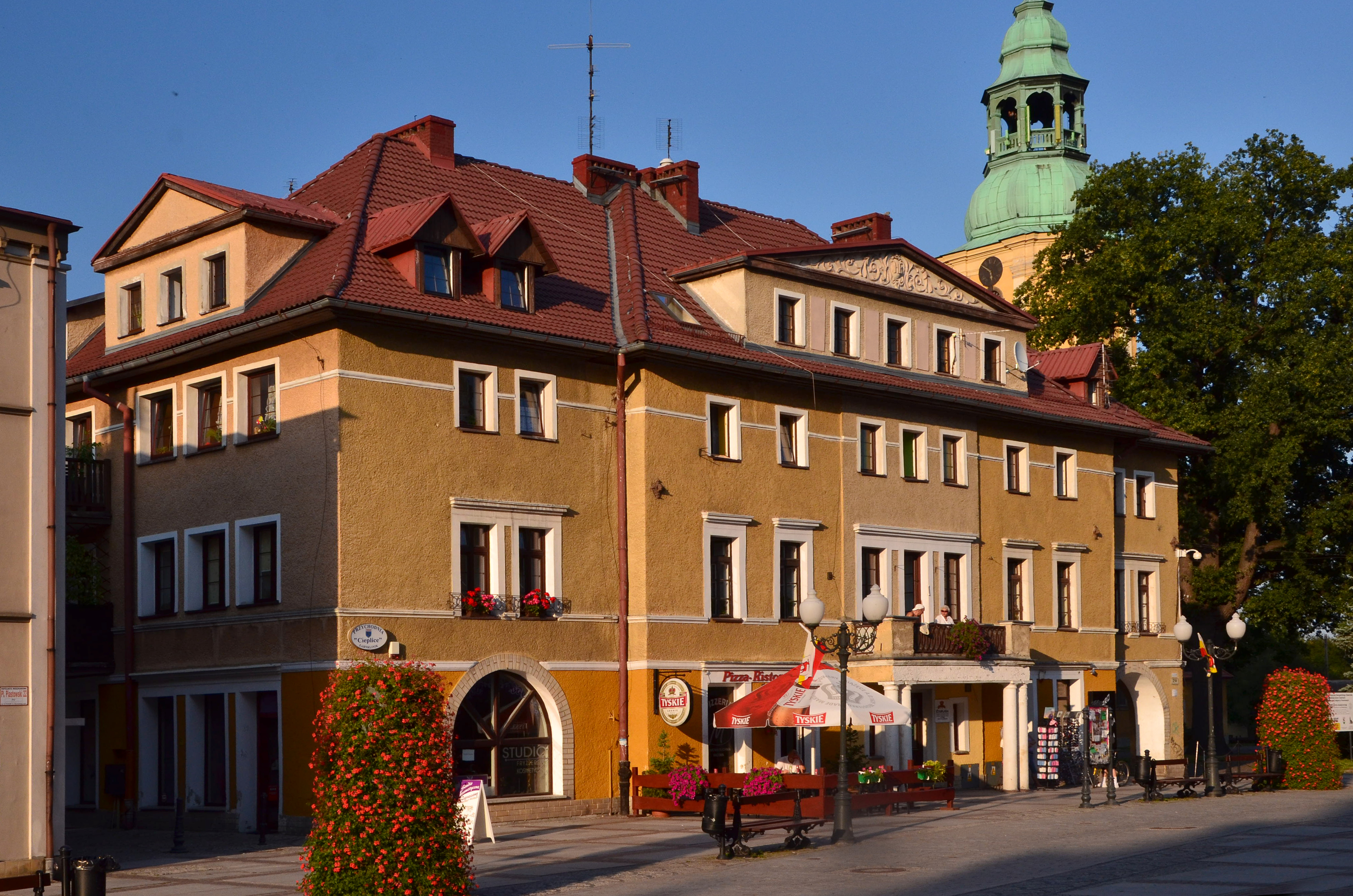
Ehem. Hotel „Preußenhof“ in Warmbrunn

Im Zug der Gleichschaltung des Sports durch die Nationalsozialisten lösten sich die Regionalverbände des DFB auf, der südostdeutsche Verband beschloss seine Selbstauflösung am 15. Juli 1933.
Die überwiegende Anzahl der Vereine wurde nach 1933 der Gauliga Schlesien und den dazugehörigen unterklassigen Ligen zugeordnet, einzig die Vereine aus Forst, Cottbus und Guben aus der Bezirksklasse Niederlausitz wurden der Gauliga Berlin-Brandenburg beziehungsweise den dazugehörigen unteren Ligen zugeordnet.

### Der letzte Verbandstag in Warmbrunn
In Warmbrunn wurde bei der Ankunft zunächst ein frohes Wiedersehen mit den alten Bekannten aus dem ganzen Verbandsgebiet, die seit Jahr und Tag bei keinem Verbandstag fehlen, gefeiert. Um 6 Uhr fand eine kurze Vorstandssitzung statt, um 7 Uhr eröffnete der Verbandsvorsitzende in dem großen Saal des Hotels Preußenhof den Verbandstag des Jahres 1933. Nach einer kurzen Begrüßungsansprache, in der die Anwesenheit des Sportkommissars Rennecker besondere Erwähnung fand, gab Beinlich einen Überblick über die Geschichte des SOFV. Von dem Bundesvorsitzenden Linnemann lag ein Antrag zur Beschlussfassung vor, der folgenden Wortlaut hatte:

„Der Verbandstag Bevollmächtigte die Herren Beinlich (Breslau), Hilbig (Breslau) und Prottag (Sagan), die Umgesteltung des Verbandes durchzuführen. Diese Herren haben auch das Recht, über das Eigentum des Verbandes und der Bezirke zu verfügen.“

Dieser Antrag wurde ohne weitere Debatte einstimmig angenommen. Damit hatte der Südostdeutsche Fußballverband aufgehört, zu existieren.

## Bezirkseinteilung

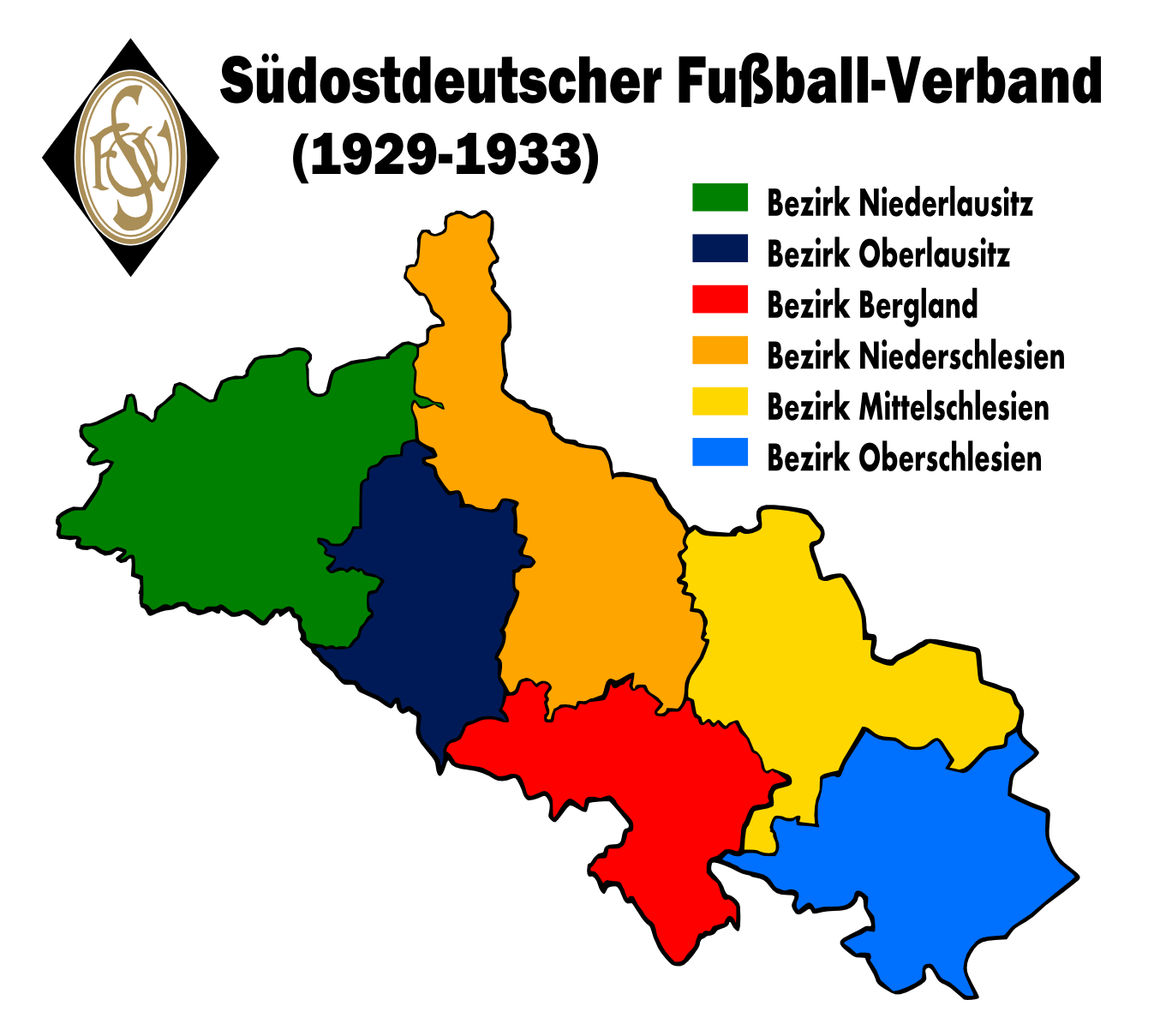
Übersichtskarte der Bezirke des SOFV (1929–1933)

Um die Kosten durch Fahrtwege und Übernachtungen, sowie durch Arbeitsausfälle (Fußball war damals Amateursport und fast alle Fußballspieler gingen nebenher einer geregelten Arbeit nach) so gering wie möglich zu halten, wurden die Bezirke gebildet. Die Sieger der einzelnen Bezirksklassen waren für die südostdeutsche Endrunde qualifiziert, in der der Meister ausgespielt wurde. Zu Beginn des SOFV wurde auch in der Endrunde in den ersten Paarungen auf die räumliche Nähe geachtet, so spielten Niederlausitzer Vereine generell in der ersten Runde gegen Sieger aus dem Bezirk Niederschlesien oder Oberlausitz, nie aber gegen den Sieger aus Oberschlesien oder Posen. Im Laufe der Jahre wurden einige Bezirke durch die Aufnahme neuer Vereine nochmals aufgeteilt. Oberschlesien wurde zum Beispiel 1908 in einen Gau Kattowitz und einen Gau Ratibor aufgeteilt. Später kamen noch die Gaue Beuthen und Gleiwitz hinzu. Die einzelnen Gaumeister spielten dann die Oberschlesische Meisterschaft aus. Anfang und Mitte der 1920er, als das Interesse am Fußball auch in Schlesien anstieg und sich demzufolge auch die Spielstärke der Mannschaften beträchtlich zunahmen, erreichte die Unterteilung der Bezirke ihren Höhepunkt, als viele Bezirke in vier oder fünf Gaue unterteilt waren und diese Gaue vereinzelt sogar nochmals aufgeteilt wurden. Damit, zum Beispiel, ein Breslauer Verein an der südostdeutschen Endrunde 1923 teilnehmen konnte, musste er erst in seinem Stadtteil in einem Rundenturnier Erster oder Zweiter werden, danach den Gau Breslau gewinnen und sich am Ende noch in der Mittelschlesischen Meisterschaft durchsetzen. Gegen Ende der 1920er entschloss man sich, zur Bündelung der Kräfte, in den meisten Bezirksklassen wieder mit einer oberen Liga zu spielen, einzig der Bezirk Mittelschlesien und der Bezirk Bergland blieben bis zum Ende unterteilt.
| Saison  | Bezirk Niederlausitz        | Bezirk Oberlausitz          | Bezirk Niederschlesien        | Bezirk Breslau/ Mittelschlesien       | Bezirk Oberschlesien        | Bezirk Bergland             | Bezirk Posen |
| ------- | --------------------------- | --------------------------- | ----------------------------- | ------------------------------------- | --------------------------- | --------------------------- | ------------ |
| 1906/07 | Bezirksklasse Niederlausitz |                             | Bezirksklasse Niederschlesien | Bezirksklasse Breslau                 | Bezirksklasse Oberschlesien |                             |              |
| 1907/08 | Bezirksklasse Niederlausitz |                             | Bezirksklasse Niederschlesien | Bezirksklasse Breslau                 | Bezirksklasse Oberschlesien |                             |              |
| 1908/09 | Bezirksklasse Niederlausitz | Bezirksklasse Oberschlesien | Bezirksklasse Niederschlesien | Bezirksklasse Breslau                 | Bezirksklasse Posen         |                             |              |
| 1909/10 | Bezirksklasse Niederlausitz | Bezirksklasse Oberschlesien | Bezirksklasse Niederschlesien | Bezirksklasse Breslau                 | Bezirksklasse Posen         |                             |              |
| 1910/11 | Bezirksklasse Niederlausitz | Bezirksklasse Oberschlesien | Bezirksklasse Niederschlesien | Bezirksklasse Breslau                 | Bezirksklasse Posen         | Bezirksklasse Oberlausitz   |              |
| 1911/12 | Bezirksklasse Niederlausitz | Liga-Klasse Oberschlesien   | Bezirksklasse Niederschlesien | Bezirksklasse Breslau                 | Bezirksklasse Posen         | Bezirksklasse Oberlausitz   |              |
| 1912/13 | Bezirksklasse Niederlausitz | Liga-Klasse Oberschlesien   | Bezirksklasse Niederschlesien | Bezirksklasse Breslau                 | Bezirksklasse Posen         | Bezirksklasse Oberlausitz   |              |
| 1913/14 | Bezirksklasse Niederlausitz | Bezirksklasse Oberlausitz   | Bezirksklasse Niederschlesien | Bezirksklasse Breslau                 | Bezirksklasse Posen         | Bezirksklasse Oberschlesien |              |
| 1919/20 | Bezirksklasse Niederlausitz | Bezirksklasse Oberlausitz   | Bezirksklasse Niederschlesien | Bezirksklasse Mittelschlesien-Breslau |                             | Bezirksklasse Oberschlesien |              |
| 1920/21 | Bezirksklasse Niederlausitz | Bezirksklasse Oberlausitz   | Bezirksklasse Niederschlesien | Bezirksklasse Mittelschlesien         |                             | Bezirksklasse Oberschlesien |              |
| 1921/22 | Bezirksklasse Niederlausitz | Bezirksklasse Oberlausitz   | Bezirksklasse Niederschlesien | Bezirksklasse Mittelschlesien         |                             | Bezirksklasse Oberschlesien |              |
| 1922/23 | Bezirksklasse Niederlausitz | Bezirksklasse Oberlausitz   | Bezirksklasse Niederschlesien | Bezirksklasse Mittelschlesien         |                             | Bezirksklasse Oberschlesien |              |
| 1923/24 | Bezirksklasse Niederlausitz | Bezirksklasse Oberlausitz   | Bezirksklasse Niederschlesien | Bezirksklasse Mittelschlesien         |                             | Bezirksklasse Oberschlesien |              |
| 1924/25 | Bezirksklasse Niederlausitz | Bezirksklasse Oberlausitz   | Bezirksklasse Niederschlesien | Bezirksklasse Mittelschlesien         |                             | Bezirksklasse Oberschlesien |              |
| 1925/26 | Bezirksklasse Niederlausitz | Bezirksklasse Oberlausitz   | Bezirksklasse Niederschlesien | Bezirksklasse Mittelschlesien         | Bezirksklasse Bergland      | Bezirksklasse Oberschlesien |              |
| 1926/27 | Bezirksklasse Niederlausitz | Bezirksklasse Oberlausitz   | Bezirksklasse Niederschlesien | Bezirksklasse Mittelschlesien         | Bezirksklasse Bergland      | Bezirksklasse Oberschlesien |              |
| 1927/28 | Bezirksklasse Niederlausitz | Bezirksklasse Oberlausitz   | Bezirksklasse Niederschlesien | Bezirksklasse Mittelschlesien         | Bezirksklasse Bergland      | Bezirksklasse Oberschlesien |              |
| 1928/29 | Bezirksklasse Niederlausitz | Bezirksklasse Oberlausitz   | Bezirksklasse Niederschlesien | Bezirksklasse Mittelschlesien         | Bezirksklasse Bergland      | Bezirksklasse Oberschlesien |              |
| 1929/30 | Bezirksklasse Niederlausitz | Bezirksklasse Oberlausitz   | Bezirksklasse Niederschlesien | Bezirksklasse Mittelschlesien         | Bezirksklasse Bergland      | Bezirksklasse Oberschlesien |              |
| 1930/31 | Bezirksklasse Niederlausitz | Bezirksklasse Oberlausitz   | Bezirksklasse Niederschlesien | Bezirksklasse Mittelschlesien         | Bezirksklasse Bergland      | Bezirksklasse Oberschlesien |              |
| 1931/32 | Bezirksklasse Niederlausitz | Bezirksklasse Oberlausitz   | Bezirksklasse Niederschlesien | Bezirksklasse Mittelschlesien         | Bezirksklasse Bergland      | Bezirksklasse Oberschlesien |              |
| 1932/33 | Bezirksklasse Niederlausitz | Bezirksklasse Oberlausitz   | Bezirksklasse Niederschlesien | Bezirksklasse Mittelschlesien         | Bezirksklasse Bergland      | Bezirksklasse Oberschlesien |              |

|  | Eingleisige oberste Liga                         |
|  | Mehrgleisige obere Ligen mit regionaler Endrunde |
|  | kein Ligabetrieb                                 |

## Meister des Südostdeutschen Fußball-Verbandes

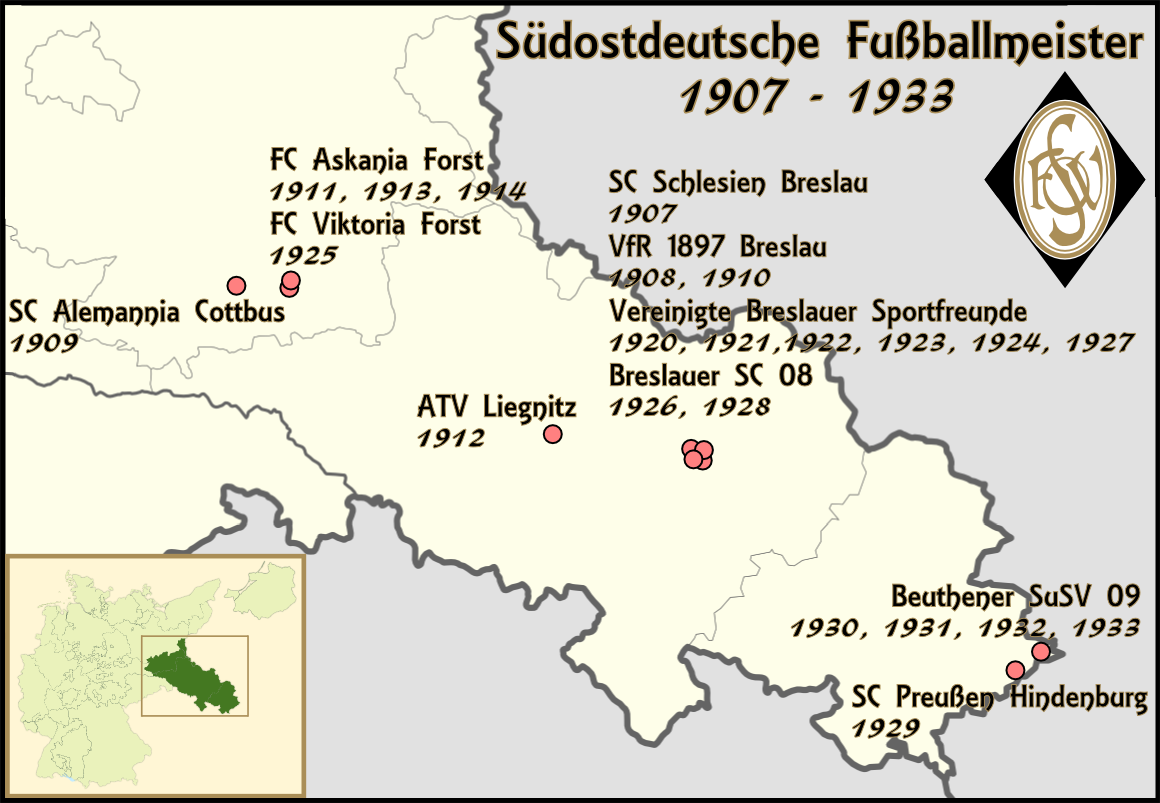

Insgesamt konnten 10 verschiedene Mannschaften in den 22 Spielzeiten der südostdeutschen Endrunde den Meistertitel erlangen. Rekordmeister sind die Vereinigten Breslauer Sportfreunde mit 6 Titelgewinnen. Bis Ende der 1920er Jahre konnten Mannschaften aus Breslau und der Niederlausitz die Meisterschaft dominieren. Meist standen sich Vereine aus den beiden Bezirken im Finale gegenüber. Mit den Breslauer Sportfreunden, dem ersten Meisterschaftsgewinner SC Schlesien Breslau, dem VfR 1897 Breslau und dem Breslauer SC 08 konnten vier Mannschaften aus dem Bezirk Breslau die südostdeutsche Meisterschaft insgesamt 11 Mal gewinnen. Die 3 Titelgewinner aus dem Bezirk Niederlausitz hießen SC Alemannia Cottbus, FC Askania Forst und FC Viktoria Forst, welche den Titel insgesamt 5 Mal in die Niederlausitz holen konnten. Gegen Ende der 1920er nahm die Spielstärke in Oberschlesien erheblich zu, so dass dieser Bezirk nun dominierend im SOFV war und 5 Meisterschaften erringen konnte. Der Beuthener SuSV 09 holte sich von 1930 bis 1933 viermal hintereinander den Meistertitel, davor war es der SC Preußen Zaborze, der 1929 die erste südostdeutsche Meisterschaft für einen Verein aus Oberschlesien erringen konnte. Der Bezirk Niederschlesien erlebte seinen größten Triumph mit dem Titelgewinn des ATV Liegnitz 1912. Vorher und danach konnte man jedoch keinen weiteren Meistertitel erringen. Vereine aus den Bezirken Bergland, Oberlausitz und Posen konnten nie ins Finale der südostdeutschen Endrunde vordringen, geschweige denn einen Titel gewinnen.
| Bezirk                  | Anzahl Meister SOFV | Jahr                                                             | Rekordmeister                         |
| ----------------------- | ------------------- | ---------------------------------------------------------------- | ------------------------------------- |
| Breslau-Mittelschlesien | 11                  | 1907, 1908, 1910, 1920, 1921, 1922, 1923, 1924, 1926, 1927, 1928 | Vereinigte Breslauer Sportfreunde (6) |
| Niederlausitz           | 5                   | 1909, 1911, 1913, 1914, 1925                                     | FC Askania Forst (3)                  |
| Oberschlesien           | 5                   | 1929, 1930, 1931, 1932, 1933                                     | Beuthener SuSV 09 (4)                 |
| Niederschlesien         | 1                   | 1912                                                             | ATV Liegnitz (1)                      |
| Bergland                | 0                   |                                                                  |                                       |
| Oberlausitz             | 0                   |                                                                  |                                       |
| Posen                   | 0                   |                                                                  |                                       |

## Endrunde um die deutsche Meisterschaft
Kein Verein des Südostdeutschen Fußballverbandes konnte sich jemals für das Endspiel um die deutsche Meisterschaft qualifizieren. Meist schieden die Südostdeutschen Meister bereits in der ersten Runde (bis 1924 Viertelfinale, danach Achtelfinale) aus, jedoch waren die Ergebnisse oft knapp. 1906/07 verlor der SC Schlesien Breslau nur knapp mit 1:2 gegen den BTuFC Viktoria 89. Zwei Jahre später scheiterte der SC Alemannia Cottbus in der Vorrunde nach zweimaliger Verlängerung ebenfalls nur sehr knapp auf neutralem Platz in Leipzig mit 3:4 am SC Erfurt 1895. Auch in der Spielzeit 1909/10 ließ sich der südostdeutsche Meister, diesmal der VfR 1897 Breslau nur knapp mit 1:2 in Berlin vom FC Tasmania 1900 Rixdorf ausschalten. Diese Serie setzte sich auch in den beiden folgenden Jahren fort, als erst der FC Askania Forst dem VfB 1893 Leipzig mit 2:3 und danach der ATV Liegnitz der SpVgg. 1899 Leipzig mit dem gleichen Resultat unterlag. Bei der deutschen Fußballmeisterschaft 1920 hat zum ersten Mal ein Verein des SOFV das Viertelfinale überstanden, die Vereinigten Breslauer Sportfreunde erreichten durch ein 3:2 gegen den SC Union 1906 Oberschöneweide das Halbfinale. Dort war man jedoch gegen den Titelverteidiger SpVgg Fürth chancenlos und verlor in Leipzig mit 0:4. Einen neuen Zuschauerrekord für Breslau stellte das Viertelfinalspiel der Saison 1923/24 zwischen den Vereinigten Breslauer Sportfreunde und dem Hamburger SV 1887 auf. Die Sportfreunde verloren zwar mit 0:3, aber 8.500 Zuschauer befanden sich auf dem VfB Platz Grüneiche.
Ab der Saison 1924/25 nahmen sowohl der Meister als auch der Vizemeister der einzelnen Regionalverbände an der deutschen Meisterschaft teil. Durch die Verdopplung der Teilnehmer gab es nun eine Runde mehr zu bestehen und man startete im Achtelfinale. Während der FC Viktoria Forst zu Hause nur knapp mit 1:2 gegen den ETB Schwarz Weiß 1900 Essen ausschied, gewann der Breslauer SC 08 mit dem gleichen Resultat im neutralen Dresden gegen den VfB 1893 Leipzig. Im Viertelfinale standen die Breslauer auf dem VfB Platz Grüneiche dem 1. FC Nürnberg gegenüber. Nach einem Pausenrückstand von 0:1 musste sich der SC am Ende zwar mit 1:4 beugen, aber mit über 12.000 Zuschauer wurde ein neuer Zuschauerrekord für Breslau aufgestellt. Auch 1925/26 überlebte der Breslauer SC 08 das Achtelfinale durch einen 1:0-Sieg über den Dresdner SC 1898. Im Viertelfinale gegen den späteren Deutschen Meister SpVgg Fürth auf neutralen Platz in Leipzig zeigten die Franken beim 4:0-Sieg aber ihre Überlegenheit. Bei der deutschen Meisterschaft 1929 gelang einem Verein aus dem Südostdeutschen Fußball-Verband der größte Erfolg. Nach einem 2:1-Sieg auswärts gegen den VfB Königsberg erreichte der Breslauer SC 08 das Viertelfinale. Dort traf man auf den süddeutschen Vizemeister FC Bayern München und gewann das Spiel völlig überraschend mit 4:3 nach Verlängerung. Maßgeblich an diesem Erfolg der Breslauer beteiligt war der Stürmer Fritz Blaschke, der für die Schlesier alle 3 Treffer in der regulären Spielzeit erzielte. Im Halbfinale war dann jedoch Schluss, erneut stellte der spätere deutsche Meister, die SpVgg Fürth, bei der 1:6-Niederlage in Frankfurt am Main ein unüberwindbares Hindernis dar. 1932/33 überstand der Beuthener SuSV 1909 das Achtelfinale mit einem klaren 7:1-Sieg über die SportVgg. Prussia Samland 1904 Königsberg, das Viertelfinalspiel gegen den TSV 1860 München ging in Nürnberg dann aber mit 0:3 verloren.

## Kronprinzenpokal
Auch der Südostdeutsche Fußball-Verband nahm an dem von Kronprinzen gestifteten Pokal der Regionalverbände teil. In der ersten Saison 1908/09 schied der SOFV bereits in der Vorrunde auf neutralem Terrain in Berlin knapp mit 0:1 gegen Nordostdeutschland aus. Ein Jahr später standen sich beide Auswahlmannschaften erneut gegenüber, diesmal in Posen und der Südosten drehte mit einem 4:0-Sieg den Spieß um. Im Semifinale gegen den Verband Berliner Ballspielvereine im heimischen Breslau ging der SOFV mit 1:9 klar unter.
1910/11 wurde ein Wiederholungsspiel benötigt, um die Vertretung des Nordostens nach einem 1:1 in Danzig mit 6:2 in Cottbus zu bezwingen. Im Semifinale gegen den Norden in Hamburg bezog die Südostauswahl eine herbe 0:11-Schlappe. In der Saison 1911/12 konnte der SOFV vor nur 822 Zuschauern gegen Mitteldeutschland in Cottbus nach regulärer Spielzeit beim 1:1 die Partie offen halten, ging aber in der Verlängerung mit 1:5 ein.
Die Spielzeit 1917/18 brachte dem Südosten einen unerwarteten 3:1-Sieg in Leipzig gegen die Auswahl von Mitteldeutschland. Das Semifinale gegen Brandenburg in Berlin hielt sich der SOFV nach 90 Minuten bei einem Spielstand von 2:2 sehr gut, musste in der Verlängerung aber noch vier Tore einstecken und schied mit 2:6 aus.

## Bundespokal

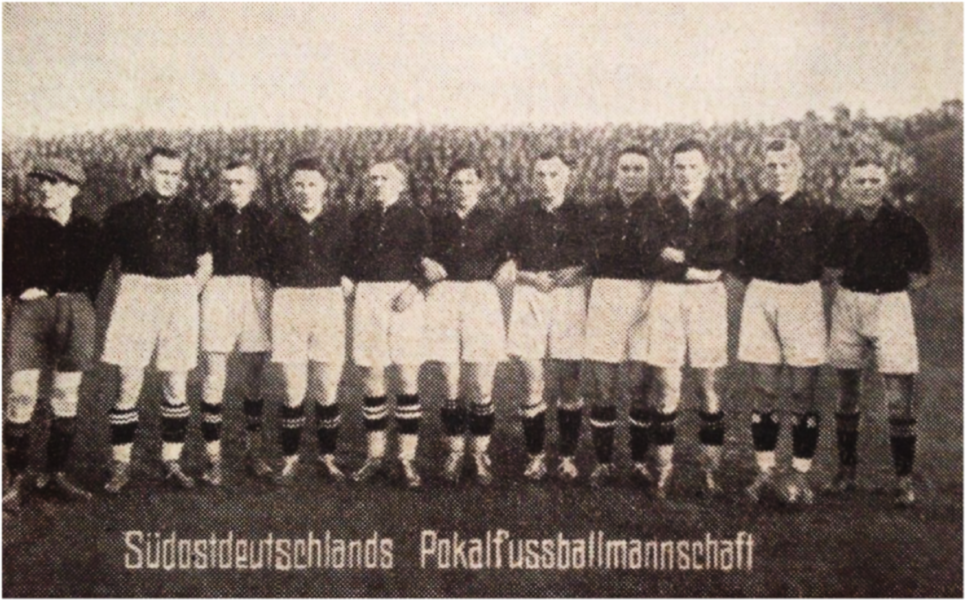
Südostdeutschlands Pokalfußballmannschaft 1926/27

In der nach dem Sturz der Monarchie in Bundespokal umbenannten Wettbewerb bewies der SOFV in der Saison 1919/20 seine Spielstärke. Nach einer 2:1-Halbzeitführung endete die Partie gegen Brandenburg in Berlin nach regulärer Spielzeit 4:4. In der fälligen Verlängerung zog Brandenburg zwar auf 6:5 davon, aber auf Grund einbrechender Dunkelheit wurde die Begegnung nach 115 Minuten abgebrochen. Die Wiederholung ging ebenso in die Verlängerung, in der der Südosten aber mit 4:3 die Oberhand behielt. Auch das Semifinalspiel gegen Mitteldeutschland fand in Breslau statt. Vor rund 8,000 Zuschauern verlor der Südosten mit 3:5.
In der Saison 1922/23 scheiterte die Auswahlmannschaft des Südostens im Viertelfinale nur knapp mit 4:5 an Westdeutschland. Ein Jahr später kam in der gleichen Runde das Aus, diesmal mit 2:3 in Breslau gegen Mitteldeutschland.
In der Spielzeit 1926/27 gelang dem Südosten mit dem 2:0-Sieg über Süddeutschland in Breslau eine echte Sensation. Im Semifinale in Berlin gegen Brandenburg war die Mannschaft beim 1:4 aber chancenlos. In der darauf folgenden Saison nahm der Südosten in Breslau Revanche und schickte Brandenburg mit 2:0 geschlagen nach Hause. Nach dem 3:2-Erfolg im Chemnitzer Semifinale gegen Mitteldeutschland hatte die Auswahlmannschaft des SOFV erstmals das Finale erreicht. Dieses fand am 19. April 1928 in Breslau gegen Norddeutschland statt. Vor 35,000 Zuschauern konnte der Südosten durch zwei Tore nach der Pause den Norden mit 2:0 besiegen und damit den Bundespokal erringen.
In der Saison 1930/31 überstand der Südosten das Viertelfinale mit einem in der Verlängerung errungenen 4:3 über die Vertretung der Balten. Im Semifinale folgte mit dem 1:5 in Beuthen gegen Mitteldeutschland aber das Aus. In der folgenden Spielzeit gelang dem SOFV in Breslau ein deutlicher 3:0 über die Vertretung des Westens, im Semifinale verlor die südostdeutsche Auswahl aber knapp mit 2:3 in Hamburg gegen den Norden.
1932/33 erreichte der SOFV erneut das Finale um den Bundespokal. Im Viertelfinale wurde der Westen in Gladbeck überraschend mit 3:2 geschlagen und im Breslauer Semifinale zog der Norden mit 1:3 den kürzeren. Im Finale gegen Süddeutschland in Mannheim bezog der Südosten mit 1:6 aber eine schwere Niederlage.

## Kampfspielpokal
Im nur alle vier Jahre ausgetragenen Kampfspielpokal schied der SOFV 1922 im Viertelfinale mit 0:2 gegen Süddeutschland aus. 1926 schaffte der Südosten mit dem 4:1-Sieg in Berlin gegen Brandenburg eine dicke Überraschung. Im folgenden Semifinale gegen Westdeutschland in Rheydt führte der SOFV zur Pause mit 2:1 und konnte bis zum Ende der regulären Spielzeit die Begegnung mit 3:3 ausgeglichen gestalten. In der nachfolgenden Verlängerung brach der Südosten aber mit 3:7 ein. 1930 nahmen nur die Sieger des Bundespokals der beiden vorherigen Spielzeiten am Kampfspielpokal teil. Der Südosten unterlag Brandenburg trotz Heimvorteils mit 1:2.